# Werner Richard Heymann
Werner Richard Heymann (14. února 1896, Königsberg – 30. května 1961, Mnichov) byl německý hudební skladatel. Ve svých třech letech začal hrát na klavír, v pěti na housle a od osmi skládal vlastní kompozice. Později odešel do Spojených států amerických a po druhé světové válce se vrátil zpět do Německa. Složil hudbu k desítkám filmů Mezi filmy patří například Osmá žena Modrovousova (1938), Být, či nebýt (1942) a Ať žije hrdina dobyvatel (1944).